# Cœurs perdus en Atlantide
Cet article concerne le recueil de nouvelles de Stephen King. Pour le film, voir Cœurs perdus en Atlantide.
Cœurs perdus en Atlantide (titre original : Hearts in Atlantis) est un recueil de nouvelles de Stephen King, publié en 2001, et qui est composé de cinq histoires (deux romans courts et trois nouvelles) reliées entre elles par des personnages récurrents et notamment celui de Carol Gerber, qui est le fil rouge du livre. L'auteur évoque des thèmes qui lui sont chers tels que l'enfance, la solitude, les affres de l'adolescence, la perte de l'innocence, le tout sur un fond de guerre du Viêt Nam omniprésent. Stephen King livre ici un portrait des sixties (comparant l'Amérique de cette période à l'Atlantide ayant sombré sous les flots) et dépeint une génération (à laquelle il appartient) ayant échoué à vivre en accord avec les idéaux et les promesses de changement ayant émaillé les années 1960, et payant le prix de cet échec.

## Contenu
- Crapules de bas étage en manteau jaune, 2001 ((en) Low Men in Yellow Coats, 1999)
- Chasse-cœurs en Atlantide, 2001 ((en) Hearts in Atlantis, 1999)
- Willie l'aveugle, 2001 ((en) Blind Willie, 1994)
- Pourquoi nous étions au Viêt Nam, 2001 ((en) Why We're in Vietnam, 1999)
- Ainsi tombent les ombres célestes de la nuit, 2001 ((en) Heavenly Shades of Night are Falling, 1999)

## Résumé

### Crapules de bas étage en manteau jaune
En 1960, à Harwich dans le Connecticut, Bobby Garfield, onze ans, est un enfant solitaire et éveillé qui grandit dans l'ombre de son père défunt et d'une mère autoritaire et excessive. Il passe son temps libre avec ses deux meilleurs amis, Carol Gerber et Sully-John. Tout bascule le jour où un nouveau locataire, Ted Brautigan, emménage dans l'appartement du dessus. Après que le vieil homme et l'enfant, réunis par leur passion commune de la littérature, se sont liés d'amitié, Ted, qui semble posséder d'extraordinaires facultés psychiques, révèle à Bobby qu'il est poursuivi par de mystérieux individus en manteaux jaunes. Il demande à Bobby d'ouvrir l'œil pour lui en lui signalant toute activité étrange. Bobby commence peu après à repérer certains signes étranges mais ne dit rien à Ted de peur que celui-ci ne quitte la ville. Carol est agressée par trois garçons plus âgés et a l'épaule déboîtée. Ted la lui remet en place quand Liz, la mère de Bobby, arrive sur ces entrefaites dans un piteux état et pense que Ted veut abuser de Carol. Ted parvient finalement à calmer Liz, folle furieuse, en lui disant, grâce à ses facultés psychiques, ce qui lui est arrivé à elle (son patron a tenté de la violer).
Ted, se sentant menacé, s'apprête à quitter la ville et décide de faire un dernier pari chez le bookmaker afin de réunir suffisamment d'argent. Mais Bobby découvre que sa mère a dénoncé Ted aux hommes en manteaux jaunes et part le prévenir. Il parvient à le retrouver mais les hommes en manteaux jaunes arrivent à ce moment-là et menacent de l'emmener avec eux.  Ted arrive à les en dissuader en promettant d'être plus coopératif et disparaît avec eux. Bobby, qui a perdu toute l'innocence de son enfance, se venge de l'un des agresseurs de Carol en le rossant avec sa batte de baseball et déménage peu après, promettant à Carol qu'ils resteront en contact. Mais Bobby accumule les ennuis avec la police et perd peu à peu le lien avec elle jusqu'à ce que, cinq ans plus tard, il reçoive une lettre de Carol contenant un message de Ted, des pétales de rose. Bobby comprend alors que Ted a de nouveau échappé aux hommes en manteau jaune et décide de se réconcilier avec sa mère et de regagner le droit chemin.

### Chasse-cœurs en Atlantide
+  = INFORMATION
En 1966, à l'université du Maine, Pete et ses compagnons de dortoir, dont son meilleur ami Skip, n'ont plus qu'une obsession en tête : les cartes. Passant leur temps en d'interminables parties de chasse-cœurs, ils négligent leurs études, au risque de se faire renvoyer de l'université et d'être ainsi rattrapés par la conscription. Pete découvre également l'amour avec Carol Gerber, qui s'est quant à elle lancée dans l'activisme contre la guerre du Viêt Nam. Carol quitte finalement l'université pour venir en aide à sa mère alcoolique, laissant à Pete un dernier message lui enjoignant de laisser tomber les cartes avant qu'il ne soit trop tard. Mais même cela ne peut le guérir de son addiction, et de son désir de battre Ronnie Malenfant, le meilleur joueur du dortoir, et il faut un incident fortuit impliquant Stokely Jones, un étudiant ayant introduit le premier symbole de la paix sur le campus, pour le convaincre d'arrêter. Stokely est accusé, à juste titre, d'être l'auteur d'un graffiti contre le président Lyndon Johnson mais est innocenté grâce au témoignage de Pete et des autres joueurs de cartes.
Pete et Skip reprennent leurs études et réussissent leurs examens de justesse, se lançant plus tard à leur tour dans l'activisme contre la guerre, alors que Ronnie Malenfant échoue et part au Viêt Nam. Plus de trente ans plus tard, Pete retrouve Skip et tous deux évoquent leurs souvenirs de l'Amérique des années 1960, un continent ayant désormais sombré sous les flots. Pete se souvient également de Carol, les dernières nouvelles qu'il a eu d'elle impliquant la jeune fille dans un attentat terroriste, qui a coûté la vie à une personne, au début des années 1970.

### Willie l'aveugle
En 1983, Willie Shearman, vétéran de la guerre du Viêt Nam, gagne sa vie en jouant les aveugles, mais reste hanté par un passé douloureux et un mal-être qui ne le quitte plus. La vie qu'il mène est pour lui une façon d'expier ce qu'il a fait à Carol Gerber en 1960 (c'est l'un des trois garçons à l'avoir agressée). Il a sauvé plus tard la vie de Sully-John au Viêt Nam et possède un album sur Carol, révélant qu'elle a été déclarée morte dans un incendie, même si son corps n'a jamais été retrouvé, alors que la police était sur le point de l'arrêter, elle et d'autres activistes extrémistes

### Pourquoi nous étions au Viêt Nam
En 1999, Sully-John se rend à l'enterrement d'un camarade d'unité du Viêt Nam. C'est l'occasion pour lui d'évoquer de vieux souvenirs de guerre avec son ancien lieutenant, et notamment celui d'un massacre de villageois auquel des membres de son unité ont participé à l'initiative de Ronnie Malenfant. Le lieutenant Dieffenbacker livre aussi à Sully-John son sentiment sur le gâchis dont leur génération est responsable. En rentrant chez lui, Sully-John est victime d'une attaque cardiaque dans sa voiture.

### Ainsi tombent les ombres célestes de la nuit
Bobby Garfield, désormais marié et devenu charpentier, retourne à Harwich pour assister à l'enterrement de Sully-John et se remémore ses souvenirs d'enfance. Il rencontre Carol Gerber, qu'il croyait morte mais qui a survécu au prix de quelques cicatrices et est devenue professeure sous une fausse identité. Bobby lui explique qu'il a reçu un colis contenant son vieux gant de baseball avec à l'intérieur un mot de Ted Brautigan sous-entendant qu'il allait la revoir.

## Genèse du livre
Stephen King explique qu'il a écrit Chasse-cœurs en Atlantide alors qu'il était travaillait sur son roman Sac d'os. Cette histoire, trop courte pour un roman et trop longue pour une nouvelle, lui est venue spontanément alors qu'il souhaitait depuis le début de sa carrière écrire un livre sur les années 1960. En commençant à l'écrire, il n'avait aucun plan pour la publier mais l'idée de la relier à d'autres histoires, formant un ensemble cohérent qui traiterait de tout ce que sa génération a failli avoir et a perdu mais sans vouloir avoir l'air de « prêcher la bonne parole », lui est venue en cours de rédaction. Il a donc ensuite écrit Crapules de bas étage en manteau jaune, puis a modifié Willie l'aveugle, une nouvelle qu'il avait déjà écrite, pour l'ajuster avec le reste. Il pensait terminer avec Pourquoi nous étions au Viêt Nam avant de rajouter finalement Ainsi tombent les ombres célestes de la nuit afin de boucler la boucle avec le personnage de Bobby Garfield.

## Connexions avec d'autres œuvres de Stephen King
Dans la première nouvelle, on comprend que Ted Brautigan, le voisin étrange, est en réalité un briseur de rayons qui a temporairement échappé aux serviteurs du Roi Cramoisi, dont le but est de détruire les Rayons qui maintiennent la cohésion de la Tour sombre et des univers. Ceci est un parallèle avec son œuvre colossale La Tour sombre et Ted Brautigan réapparaît dans le dernier volume de cette saga, où il a un rôle important à jouer. D'autre part, l'homme qui entraîne Carol Gerber dans le terrorisme se nomme Raymond Fiegler, et on sait que Randall Flagg utilise d'autres pseudonymes commençant par RF. Flagg et Fiegler ne font donc probablement qu'une seule et même personne.
On retrouve également les tueurs aux imperméables jaunes dans le roman Les Régulateurs (écrit sous le pseudonyme de Richard Bachman).

## Accueil et distinctions
Le roman est resté seize semaines sur la New York Times Best Seller list, avec un meilleur classement à la quatrième place le 3 octobre 1999. Le Publishers Weekly le classe à la sixième place des meilleures ventes de romans aux États-Unis en 1999.
Dans son livre, The Essential Stephen King, Stephen Spignesi estime que King réalise trois exploits littéraires : dépeindre avec éclat et réalisme une génération et une époque, raconter les histoires entrelacées d'un groupe de personnes traversant des périodes de joie et de peine, et ajouter un nouveau chapitre à l'histoire de La Tour sombre. Charles de Lint, écrivant pour le Magazine of Fantasy & Science Fiction, estime que King se montre « provocateur et inspiré » et se dit ravi « et même un peu surpris » qu'un auteur ayant déjà écrit tant de livres « puisse encore se surpasser de la manière dont il l'a fait ici ». Phil Kloer, du Atlanta Journal-Constitution, fait l'éloge du livre, de son ton engagé et de sa profondeur émotionnelle, et trouve que King est devenu désormais trop grand pour le seul cadre de l'horreur. Bruno Corty, du Figaro, parle du recueil comme du « meilleur livre jamais écrit par King » et d'une « réussite absolue tant sur la forme que sur le fond ». Jean-Marie Wynants, du Soir, évoque un livre « profondément nostalgique et émouvant », « un régal s'éloignant rapidement de toutes les conventions du thriller et du fantastique ». Pour Thomas Day, de Bifrost, le premier récit « force l'admiration de bout en bout » et les autres, sans jamais l'égaler, comportent néanmoins plusieurs scènes « formidables », dont « le morceau de bravoure naturaliste : la chute de Rip-Rip dans l'eau glacée et son sauvetage », et constituent son « image inversée » en explorant « la mort et le cadavre de cette ère miraculeuse révolue » qui lui sert de cadre.
En 2000, Cœurs perdus en Atlantide a été nommé au prix World Fantasy du meilleur recueil de nouvelles, au prix Locus du meilleur recueil de nouvelles, terminant à la cinquième place, au prix British Fantasy, et au prix Bram Stoker du meilleur recueil de nouvelles. Crapules de bas étage en manteau jaune a également été nommé au prix Bram Stoker du meilleur roman.

## Adaptation
Un film, inspiré des première et dernière nouvelles du recueil et reprenant le titre de Cœurs perdus en Atlantide, a été réalisé par Scott Hicks en 2001, avec Anthony Hopkins dans le rôle de Ted Brautigan. La principale différence entre le livre et le film est que tous les liens avec La Tour sombre sont absents du film, Brautigan étant dans celui-ci pourchassé par des agents du gouvernement et non par les serviteurs du Roi cramoisi. La fin est également différente car Bobby ne retrouve pas Carol à la fin du film mais rencontre sa fille.
En 2016, le réalisateur anglais Johannes Roberts a lancé la production de Hearts, une adaptation en film de l'histoire Chasse-Coeurs en Atlantide. Le projet n'aboutira jamais.